# Dmitri Domani
Dmitri Vjatsjeslavovitsj Domani (Russisch: Дмитрий Вячеславович Домани) (Moskou, 27 september 1974) is een voormalig professionele basketbalspeler die speelde voor het nationale team van Rusland. Hij kreeg de onderscheiding Meester in de sport van Rusland en de Orde van Verdienste voor het Vaderland Tweede Klasse.

## Carrière
Domani begon zijn profcarrière bij CSKA Moskou in 1997. Met CSKA werd Domani drie keer landskampioen van Rusland in 1998, 1999 en 2000. In 2002 stapte Domani over naar stadsgenoot Dinamo Moskou. Met Dinamo won Domani de ULEB Cup in 2006. Ze wonnen in de finale van Aris BC uit Griekenland met 73 - 60. In 2011 verliet Domani Dinamo Moskou en vertrok naar Krasnye Krylja Samara. In 2012 stopte Domani met basketballen.

## Erelijst
- Landskampioen Rusland: 3
  - Winnaar: 1998, 1999, 2000
  - Tweede: 2005
  - Derde: 2004, 2008
- Bekerwinnaar Rusland:
  - Runner-up: 2009
- ULEB Cup: 1
  - Winnaar: 2006
- Wereldkampioenschap:
  - Zilver: 1994, 1998